# Terrell County (Texas)
Terrell County je okres ve státě Texas v USA. K roku 2010 zde žilo 984 obyvatel. Správním městem okresu je Sanderson. Celková rozloha okresu činí 6 107 km². Byl pojmenován podle Alexandera W. Terrella